# Régime pennsylvanien
Le régime pennsylvanien, ou régime philadelphien (en anglais separate system, c'est-à-dire isolement carcéral), est une forme de gestion des prisons fondée sur le maintien des prisonniers en isolement de jour comme de nuit, à la différence du régime auburnien, où les détenus travaillent la journée en groupe et ne sont à l'isolement que la nuit. Lorsqu’on  mit le régime pennsylvanien en application, au début du XIXe siècle, ce type de peine visait tout autant à enfermer les criminels qu'à pousser les détenus à méditer sur leur comportement et leurs crimes en leur faisant regretter amèrement la société humaine. Par abus de langage, « architecture panoptique » désigne les prisons de type pennsylvanien.

## Prototype: le pénitentiaire d'Eastern State

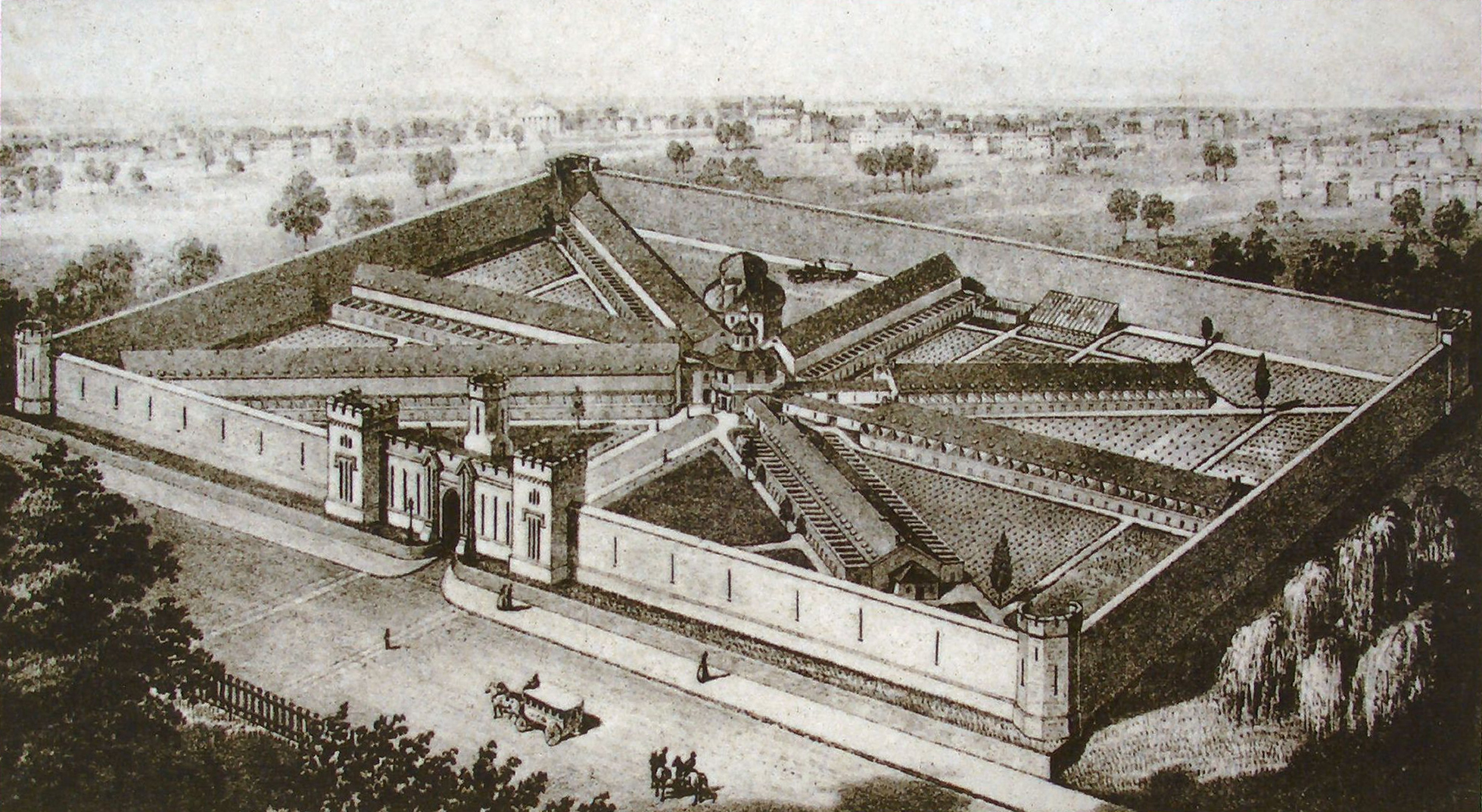
Le pénitentiaire d'Eastern State.

La première prison de ce type fut le pénitentiaire d'Eastern State de Philadelphie (1829), aux États-Unis. Sa conception servit de modèle à plus de 300 prisons à travers le monde. L'isolement carcéral était alors une idée révolutionnaire, pensée comme une forme de rédemption par la méditation intérieure. 

## Une architecture typique
Les prisons appliquant le régime pennsylvanien suivent toutes un même schéma : un immeuble central, d'où irradient des ailes (de deux à huit) dans lesquelles s'alignent les box individuels des détenus ; ces ailes sont séparées de l'immeuble central par de grosses grilles d'acier : ainsi les couloirs des différentes ailes sont visibles par les gardiens de prison, en poste dans la tour centrale. Ils ne voient pas, en revanche, ce qui se passe à l'intérieur des cellules à moins de pénétrer dans le couloir. C'est là la principale différence avec le panoptique. 
Les courtines formées entre les ailes irradiant de la tour centrale sont employées à l'entretien de la forme physique des détenus. Dans les débuts du régime pennsylvanien, les détenus ne pouvaient s'y détendre que seuls ; puis ces cours elles-mêmes furent divisées en secteurs, au centre desquels un gardien, depuis une tour, pouvait surveiller les différents secteurs en même temps, avec un seul détenu par secteur. À la fin du XIXe siècle, ces équipements furent démantelés et l'exercice en groupe, rétabli. Toutefois, dans certaines prisons comme celle de Pentonville, à Londres, on faisait porter des masques aux détenus pendant ces séances de plein air, et il leur était interdit de parler.
Le régime pennsylvanien et son architecture fut popularisé en Europe, par différents inspecteurs envoyés par des gouvernements européen; Alexis de Tocqueville et Gustave de Beaumont pour la France, William Crawford pour le Royaume-uni ou encore Nikolaus Heinrich Julius (de).

## Autres aspects

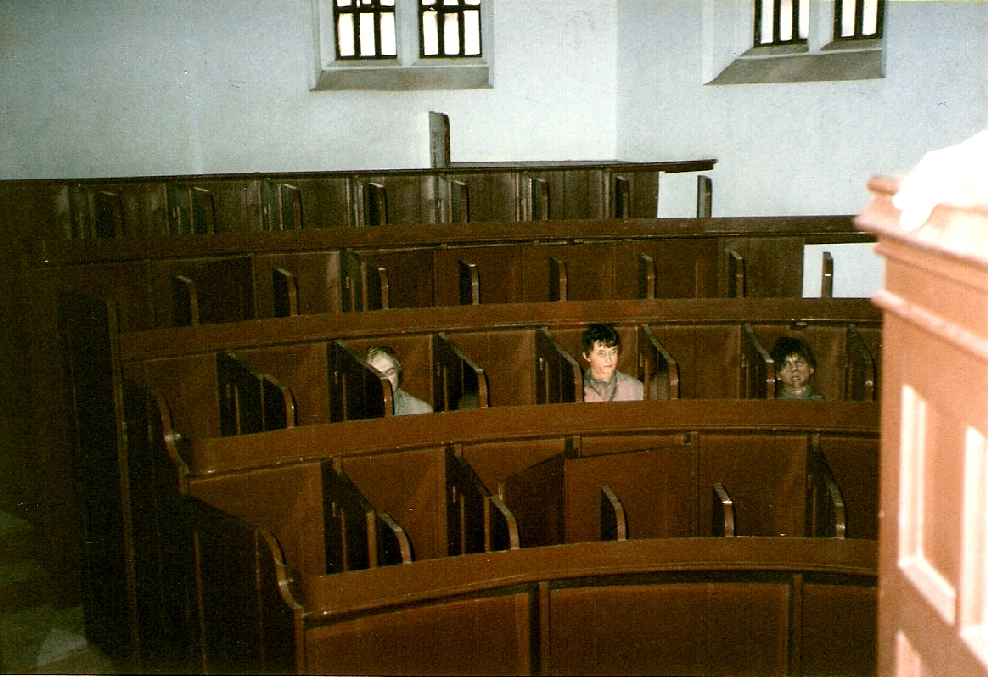
La chapelle de la prison de Lincoln Castle.

Les concepteurs de ce système carcéral se sont énormément inspirés des institutions monastiques et de la retraite solitaire pour désorienter les condamnés (ce qui permettait de les surveiller plus facilement) et pour détruire la « culture du crime » qui fleurissait dans les prisons surpeuplées.
Ainsi les prisonniers n'étaient plus appelés que par leur matricule : on effaçait toute référence à leur nom, leur aspect ou leur passé. Il était interdit aux gardiens de parler aux prisonniers. Les détenus ne sortaient qu'en portant une cagoule, et parfois ils enfilaient des chaussons pour qu'on n'entende pas le bruit de leurs pas. Ce système fut parfois étendu jusque dans la chapelle de la prison, comme au Château de Lincoln, qui servit de geôle au début de l'ère Victorienne : les prisonniers pouvaient venir se confesser auprès de l'aumônier, mais absolument seuls. La même pratique avait cours pour la chapelle de la prison de Port Arthur (Tasmanie), où on amenait les convicts d'Australie.

## Dans la littérature
Dans un roman de science fiction d’Alfred Bester intitulé Terminus, les étoiles, il y a une prison appliquant le « régime pennsylvanien. »

## Sources